# Atriplex perrieri
Atriplex perrieri là loài thực vật có hoa thuộc họ Dền. Loài này được Leandri mô tả khoa học đầu tiên năm 1931.